# Kujudžu Murat-paša
Kujudžu (Kujudži) Murat-paša (oko 1520./1535. – 5. kolovoza 1611., Diyarbakır), bio je visoki dužnosnik na osmanskom dvoru i vojskovođa, podrijetlom Hrvat iz BiH. Nazivan i Murat-paša Hrvat prema hrvatskom podrijetlu.
Bio je beglerbeg u Jemenu, Karamaniji i u drugim djelovima carstva. U bitci kod Egera 1596. za vrijeme austro-turskog Dugog rata 1593–1606. istaknuo se pa je uskoro imenovan vrhovnim zapovjednikom osmanske vojske u Ugarskoj.
Bio je veliki vezir od 1606. (1603.) do 5. kolovoza 1611. godine. Bilo je to u vrijeme turske uprave kad je velik broj Hrvata-muslimana dosizao visoke časti u carstvu tako da se među imenima kojima se i danas diči turska povijest nalaze i mnoga imena hrvatskih velikana. Ističu se dvadeset i četvorica vezira iz krajeva gdje žive Hrvati: Mahmud-paša Hrvat (miljenik sultana Mehmeda), Davut-paša Bogojević, Ahmed-paša Hercegović, Sinan-paša Borovinić, Rustem-paša Hrvat, Mehmed-paša Sokolović-srbin iz sela Sokolovici kraj Višegrada, Mural-paša Hrvat, Dilaver-paša Hrvat, Ishak-paša Gazi, Jakub-paša Hadun, Jakub-paša Bošnjak, Salih-paša Nevesinjac, Sulejman-paša Prijepoljac, Sijavuš-paša Hrvat te drugi.
Suzbio je protuosmanske ustanike u Maloj Aziji. Zbog okrutnosti s kojom je postupao s ustanicima, nazvan je "kujudži" (tur. koji kopa jame): desetke tisuća ljudskih strvina bacio je u jame. (Kujudži Murat-paša).
U Carigradu se nalazi külliye Kujudžu Murat-paše., a u Antalyji džamija Kujudžu Murat-paše.